# Fleglerkrieg
Der Fleglerkrieg, auch Flegelerkrieg, war ein Bauernaufstand und eine kriegerische Auseinandersetzung zwischen verfeindeten Adligen im Raum Harz von 1412 bis 1415, ein Vorläufer des großen Deutschen Bauernkriegs.

## Ursache
Ursache war die immer stärkere Entrechtung der Bauern. Die Flegler – so genannt, entweder da sie zumeist mit Dreschflegeln bewaffnet waren oder da ein Dreschflegel ihr Abzeichen war – waren Bauern, Schnitter, Drescher, Holzhauer, Tagelöhner und anderes Landvolk. Sie forderten eine gerechtere Güterverteilung und die Abschaffung von Steuern und Frondiensten. Sie wurden dann von in Fehde liegenden Adligen instrumentalisiert und für deren Zwecke eingespannt. Friedrich V. von Heldrungen machte sich durch Versprechungen auf zwanglose Freiheit und gute Beute zu ihrem Anführer, und auch einige andere Niederadlige schlossen sich dem Bund an. Insgesamt sollen bis zu 14.000 Mann an dem Aufstand beteiligt gewesen sein.

## Verlauf
Wichtiger Auslöser des Aufstands war das Verhalten des Grafen Günther XXX. von Schwarzburg-Blankenburg. Seine Tochter Anna († 1431) hatte 1407 den Landgrafen Friedrich den Einfältigen von Thüringen geheiratet, und Günther von Schwarzburg begann daraufhin, zunehmend eigenmächtig im Namen des Landgrafen, aber zum eigenen Vorteil zu handeln. Dies führte zu wachsender Unzufriedenheit unter der Landbevölkerung wie auch bei Landgraf Friedrichs Vettern, den Markgrafen von Meißen und Landgrafen von Thüringen, Friedrich dem Streitbaren und Wilhelm II. dem Reichen. Deren Ermahnungen an Friedrich blieben fruchtlos, wohl weil sie bei Graf Günther hängenblieben, und Günther ignorierte auch ihre mit Gewaltandrohung verbundene Aufforderung, seine angemaßte Vormundschaft über Landgraf Friedrich niederzulegen. Um dieser Drohung zu entgegnen, sammelte er stattdessen 1411 eigene Truppen und verbündete sich 1412 mit Friedrich V. von Heldrungen und dessen Fleglern.
Des Ärgers überdrüssig und in Sorge, dass Günther Teile des wettinischen Herrschaftsgebiets veräußern würde, zog Markgraf Wilhelm II. schließlich im Juli 1412 mit Meißener Truppen über Erfurt nach Gotha, nahm die Stadt ein und stellte Friedrich de facto unter seine und seines Bruders Vormundschaft. Die Flegler erwiesen sich dabei als wirkungslose, weil disziplinierten und gut bewaffneten Truppen nicht gewachsene Bundesgenossen. Günther bat um Gnade und verglich sich mit den Markgrafen.
Friedrich von Heldrungen war bei diesem Ausgleich nicht eingeschlossen und suchte nun eine andere Einnahmequelle, um seinen Haufen auf Kosten anderer zu unterhalten. Er verbündete sich daher mit dem Grafen Dietrich VIII. von Hohnstein, Herr zu Heringen, der mit seinem Verwandten, Graf Heinrich IX. von Hohnstein, Herr zu Kelbra, wegen der seiner Ansicht nach ungerechten Aufteilung der hohnsteinischen Güter in Streit lag. Die Flegler zogen raubend und plündernd durch die Goldene Aue und steckten viele kleine Dörfer in Brand. Die Grafschaft Hohnstein wurde dabei schwer verwüstet.
In der Nacht des 15. September 1412 (auch der 18. wird genannt) drangen Friedrich von Heldrungen und eine Anzahl Flegler zunächst unbemerkt in die Burg Hohnstein ein, um Heinrich IX. zu ermorden. Dieser entkam jedoch mit Hilfe seiner Frau Margarethe von Weinsberg, die ihm an einem aus Bettwäsche geknüpften Seil aus dem Fenster half. Friedrich konnte nur Heinrichs Vater Ulrich III. von Hohnstein und Heinrichs jüngeren Sohn gefangen nehmen. Margarethe, so die Legende, durfte mit so viel Kleinodien, wie sie tragen konnte, die Burg verlassen. Heldrungen ließ die eroberte Burg befestigen und von Fleglern besetzt halten. Graf Heinrich floh in das Kloster Ilfeld, wo ihm der Abt Friedrich von Rüstefeld zu Kleidern, Waffen und einem Pferd verhalf, und ritt zu Friedrich dem Streitbaren. Die Meißener versammelten daraufhin Truppen unter dem Feldhauptmann Hans von Thangel, belagerten die von Fleglern gehaltene Burg Heldrungen und eroberten sie. Friedrich von Heldrungen entging der Gefangennahme, aber viele Flegler wurden gefangen und ihre Anführer zu Tode gefoltert und gegeißelt. Danach wurde auch das zu Friedrichs Herrschaft gehörige Wiehe erobert. Heldrungen, Wiehe und der gesamte restliche Besitz Friedrichs wurden als verwirktes Lehen eingezogen und Heinrich IX. von Hohnstein als Entschädigung für seine von den Aufständischen zerstörte Burg und verwüstete Grafschaft Hohnstein zu Lehen gegeben. Dietrich von Hohnstein gab Friedrich von Heldrungen zwar Elbingerode als Entschädigung, aber Friedrich konnte Elbingerode nie faktisch in Besitz nehmen, sondern zog gewissermaßen vogelfrei als Räuber mit seinem restlichen Haufen von Fleglern umher. Schließlich wurde er am 14. September 1413 bei Mackenrode von einem der sich von ihm betrogen fühlenden Flegler mit einem Schweinespieß durch den Hals gestochen und getötet.
Dietrich VIII. von Hohnstein fürchtete ein ähnliches Schicksal und unterwarf sich. Er verkaufte seinen Anteil an der Grafschaft Hohnstein, nebst Heringen und Kelbra, an Graf Botho von Stolberg. Er soll 1417 in einem Gefängnis in der Dringenburg gestorben sein.
1416 war der Aufstand der Flegler blutig und endgültig niedergeschlagen. Ein Teil ihrer Anführer wurde zu Tode gefoltert.